# Dániel Kiss
Dans le nom hongrois Kiss Dániel, le nom de famille précède le prénom, mais cet article utilise l’ordre habituel en français Dániel Kiss, où le prénom précède le nom.
Dániel Kiss (né le 12 février 1982 à Budapest) est un athlète hongrois spécialiste du 110 mètres haies.

## Biographie
Son meilleur temps était de 13 s 34 (0,10) obtenu à Berlin le 19 août 2009 qu'il a amélioré ensuite en juin 2010, en 13 s 32 (+1,1 m/s), à Budapest.
Il remporte la médaille de bronze du 110 m haies des Championnats d'Europe d'athlétisme de 2010 à Barcelone en 13 s 39.

## Palmarès
| Date | Compétition                    | Lieu      | Résultat | Épreuve     | Temps   |
| ---- | ------------------------------ | --------- | -------- | ----------- | ------- |
| 2006 | Championnats d'Europe          | Göteborg  | 7e       | 110 m haies | 13 s 77 |
| 2010 | Championnats du monde en salle | Doha      | 8e       | 60 m haies  | 7 s 81  |
| 2010 | Championnats d'Europe          | Barcelone | 3e       | 110 m haies | 13 s 39 |

### Records
| Épreuve                    | Performance | Lieu     | Date            |
| -------------------------- | ----------- | -------- | --------------- |
| 60 mètres haies (en salle) | 7 s 56      | Budapest | 13 février 2010 |
| 110 mètres haies           | 13 s 32     | Budapest | 20 juin 2010    |